# Scuola di Schopenhauer
Il termine scuola di Schopenhauer è utilizzato per designare non solo gli allievi diretti del Saggio di Francoforte, ma anche un folto gruppo di pensatori ed intellettuali, che si sono ispirati a vario titolo a Schopenhauer, proclamandosi schopenhaueriani, o che sono stati definiti tali.

## La scuola
La scuola si distingue in due categorie: 
- la scuola di Schopenhauer in senso stretto. Si tratta di quella ristretta cerchia di allievi che Schopenhauer stesso considerava la sua scuola, composta da coloro i quali ebbero con lui diretti rapporti di discepolato e di collaborazione;

- la scuola di Schopenhauer in senso lato. Ha inizio dopo la morte del maestro ed annovera tra i suoi componenti personalità che a Schopenhauer si sono ispirate a vario titolo, sviluppando una parte del suo sistema o un suo singolo aspetto.

Tra essi: Eduard von Hartmann, Julius Bahnsen, Philipp Mainländer e, indirettamente, il giovane Friedrich Nietzsche.